# Куповна опција
Куповна опција (call option) је финансијски уговор између две стране, тј купца и продавца тога типа опције. Купац опције има право да купи уговорену количину одређеног финансијског инструмента до одређеног датума доспећа и по унапред уговореној цени (strike price). Купац има право да купи, али не мора. С друге стране продавац је обавезан да прода финансијски инструмент ако и кад купац захтева. Да би купац имао такво право куповине он мора да плати премију или тзв. цену опције (option price) за то право. 
Финансијски инструменти могу бити: акције, стране валуте, обвезнице, фјучерси и индекси. Фјучерси значе да се може купити било која сировина нафта, злато, жито итд..
Купац куповне опције жели да цена финансијског инструмента расте да би он купио одређени инструмент по нижој цени, тј. цени по којој је он уговорио да купи. Продавац куповне опције с друге стране добија унапред премију, али ризикује губитак ако цена опције нарасте више од премије коју је он добио. 
Постоје и разлике између 
- америчке куповне опције, у којој купац може да купи опцију било кад до дана истека опције
- европске куповне опције, у којој купац може купити опцију само на дан истека

Куповним опцијама се могу купити многи финансијски инструменти.
Цена опције (option price) је премија коју купац плаћа да би имао право да купи финансијски инструмент до рока доспећа кад сматра да је најповољније по њега.

## Пример куповне опције за акције
- Инвеститор купује куповну опцију звану кол опцију по цени од 50 на дан 16. септембар 2006. и плаћа премију од 5 јединица за ту куповну опцију. Садашња цена акције је на пример 40
- Претпоставимо да је цена акције нарасла на 60, тада се купац може одлучити да искористи опцију и да купи акцију по уговореној цени од 50. Чим купи акцију купац је може продати на отвореном тржишту по 60 јединица и зарадити на тај начин 10 јединица. Пошто је платио премију 5 јединица нето зарада му је 5 јединица.
- Ако цена акције никад не пређе 50 до дана доспећа опције купац неће купити такву акцију, па ће куповна опција истећи као безвредна, а купац опције ће имати губитак од 5 јединица.
- Купац опције може да изгуби највише премију, дакле 5 јединица, али има могућност неограничене зараде
- Ако цена акције нарасте на 55, тада ће купац купити акцију по уговореној цени од 50. Зарад му је 5, али пошто је платио премију 5, његов нето профит је нула.

## Пример на сликама
На слици се види цена опције (option price) као почетни губитак купца ако је цена акције (share price) испод уговорене 
цене (strike price). Када цена акције нарасте изнад уговорене цене купац ће купити акцију по уговореној цени, која је тада нижа од праве цене акције. Купац има одређену зараду, али нето зарада је зарада минус цена опције. Купац опције има нето зараду тек кад је 
цена акције > уговорена цена + цена опције.